# アンドレア・バルノ
アンドレア・バルノ・サン・マルティン（スペイン語: Andrea Barnó San Martín、1980年1月4日 - ）は、スペイン・ナバーラ州エステーリャ＝リサラ出身の女子ハンドボール選手。ハンドボールスペイン女子代表では97試合に出場して97得点を挙げた。

## 経歴
2008年にマケドニアで開催された欧州女子ハンドボール選手権で、スペイン代表は準決勝でドイツ代表を破ったが、決勝でノルウェー代表に敗れて準優勝だった。マングエ自身は得点ランキングで3位となった。
2011年にブラジルで開催された世界女子ハンドボール選手権で、スペイン代表は銅メダルを獲得した。スペイン代表が世界大会でメダルを獲得するのは史上初のことだった。
2012年にはイギリス・ロンドンで開催されたロンドンオリンピック・ハンドボール競技に出場し、スペイン代表は銅メダルを獲得した 。

## タイトル
スペイン代表
- 欧州女子ハンドボール選手権 銀メダル(2) : 2008
- 世界女子ハンドボール選手権 銅メダル(1) : 2011
- オリンピック 銅メダル(1) : 2012